# Saint-Thierry
Saint-Thierry är en kommun i departementet Marne i regionen Grand Est (tidigare regionen Champagne-Ardenne) i nordöstra Frankrike. Kommunen ligger i kantonen Bourgogne som tillhör arrondissementet Reims. År 2022 hade Saint-Thierry 603 invånare.

## Befolkningsutveckling
Antalet invånare i kommunen Saint-Thierry
| Referens: INSEE |